# Martin Šulík
Martin Šulík (Žilina, 20 oktober 1962) is een Slowaakse filmregisseur. Hij studeerde aan de Academie van de Uitvoerende Kunsten in Bratislava, alwaar hij in 1986 afstudeerde. Zijn film Gypsy was de Slowaakse inzending voor de Academy Award voor Beste Niet-Engelstalige film van 2011, maar haalde de shortlist uiteindelijk niet.

## Filmografie
- The Position (1989)
- Tenderness (1992)
- Everything I Like (1993)
- The Garden (1995)
- Orbis Pictus (1998)
- Landscape (2000)
- The Key to Determining Dwarfs (2002)
- The City of the Sun (2005)
- Gypsy (2011)

- Bibliothèque nationale de France: cb16221684h (data)
- Gemeinsame Normdatei: 138199159
- International Standard Name Identifier: 0000 0001 1474 9934
- Library of Congress Control Number: no2001073300
- Nationale Bibliotheek van Tsjechië: ola2002142466
- Nationale Bibliotheek van Israël: 987007442435405171
- Virtual International Authority File: 73508683
- WorldCat: E39PBJp9tHvxP6PyYwCPYk9xDq